# Generale di brigata aerea
Il generale di brigata aerea è il primo, in ordine gerarchico crescente, tra i gradi degli "ufficiali generali" dell'Aeronautica Militare Italiana. Gerarchicamente, il grado è superiore a quello di colonnello e subalterno a quello di generale di divisione aerea.

## Descrizione
Nei corpi logistici dell'Aeronautica Militare Italiana la denominazione del grado è brigadier generale, superiore al colonnello e subordinato al generale ispettore. Nelle altre forze armate italiane il grado omologo a quello di generale di brigata o brigadier generale dell'Esercito e a quello di contrammiraglio della Marina Militare Italiana.

## Distintivo di grado
L'insegna per paramano di questo grado è costituita da una losanga ed una greca. Il codice NATO è OF-6.

## Nel mondo
Nella maggior parte delle forze aeree mondiali il grado equivalente è brigadier generale.
Nella Royal Air Force, l'aeronautica militare britannica il grado omologo e commodoro dell'aria e analoghe denominazioni sono usate anche nelle forze aeree di alcuni paesi del Commonwealth delle Nazioni, come Australia, Bangladesh, India, Nuova Zelanda e Pakistan, nonché di altri paesi che hanno adottato il sistema britannico, quali Egitto, Ghana, Grecia, Zimbabwe e Thailandia.